# يوري سيومين
يوري سيومين (بالروسية: Сёмин, Юрий Викторович)‏ (7 فبراير 1968 - ) هو لاعب كرة قدم روسي (وحمل سابقاً جنسية الاتحاد السوفيتي) في مركز الوسط. لعب مع نادي كريليا سوفيتوف سامارا وFC Lada-Tolyatti ‏ وFC Spartak Yoshkar-Ola ‏ وFC Volga Ulyanovsk ‏ ونادي موردوفيا سارانسك وFC SKD Samara ‏.